# Přírodní kapitál
Přírodní kapitál je rozšíření ekonomického pojmu kapitál (průmyslové výrobní prostředky) na zboží a služby týkajících se životního prostředí. Přírodní kapitál je tedy stav přírodního ekosystému, který dává tok hodnotného ekosystémového zboží nebo služeb do budoucna. Například zásoba stromů nebo ryb zajišťuje budoucí přísun stromů nebo ryb, přísun, který může být neomezeně udržitelný. Přírodní kapitál může také poskytovat služby jako je recyklace odpadů nebo ekoslužby povodí či kontrolu eroze. Vzhledem k tomu, že tok služeb od ekosystémů vyžaduje, aby pracovaly jako celý systém, struktura a rozmanitost systému jsou důležitou součástí přírodního kapitálu.

Globální biogeochemické cykly zásadní pro život
Koloběh dusíku
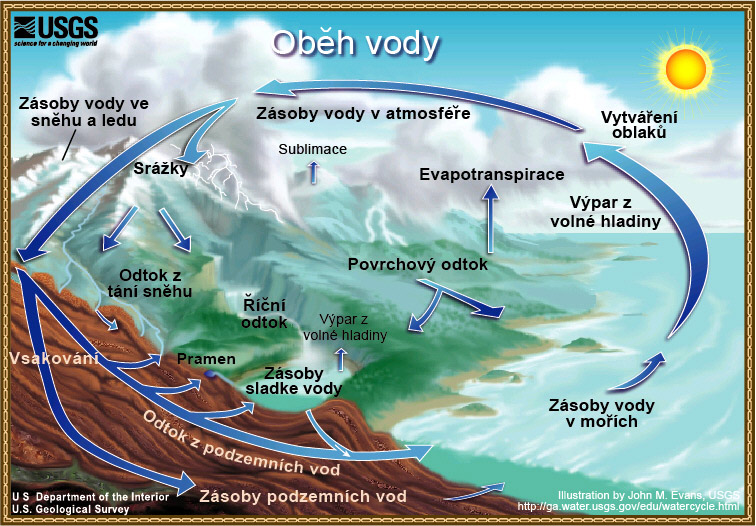
Koloběh vody
Koloběh uhlíku
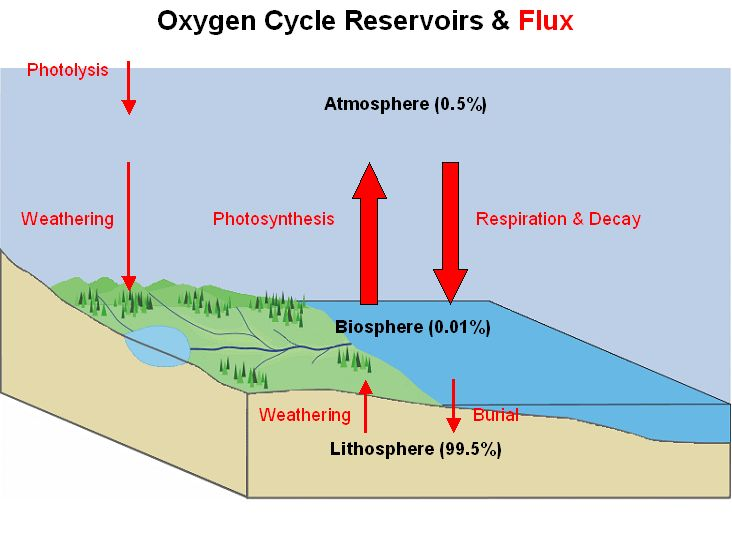
Koloběh kyslíku
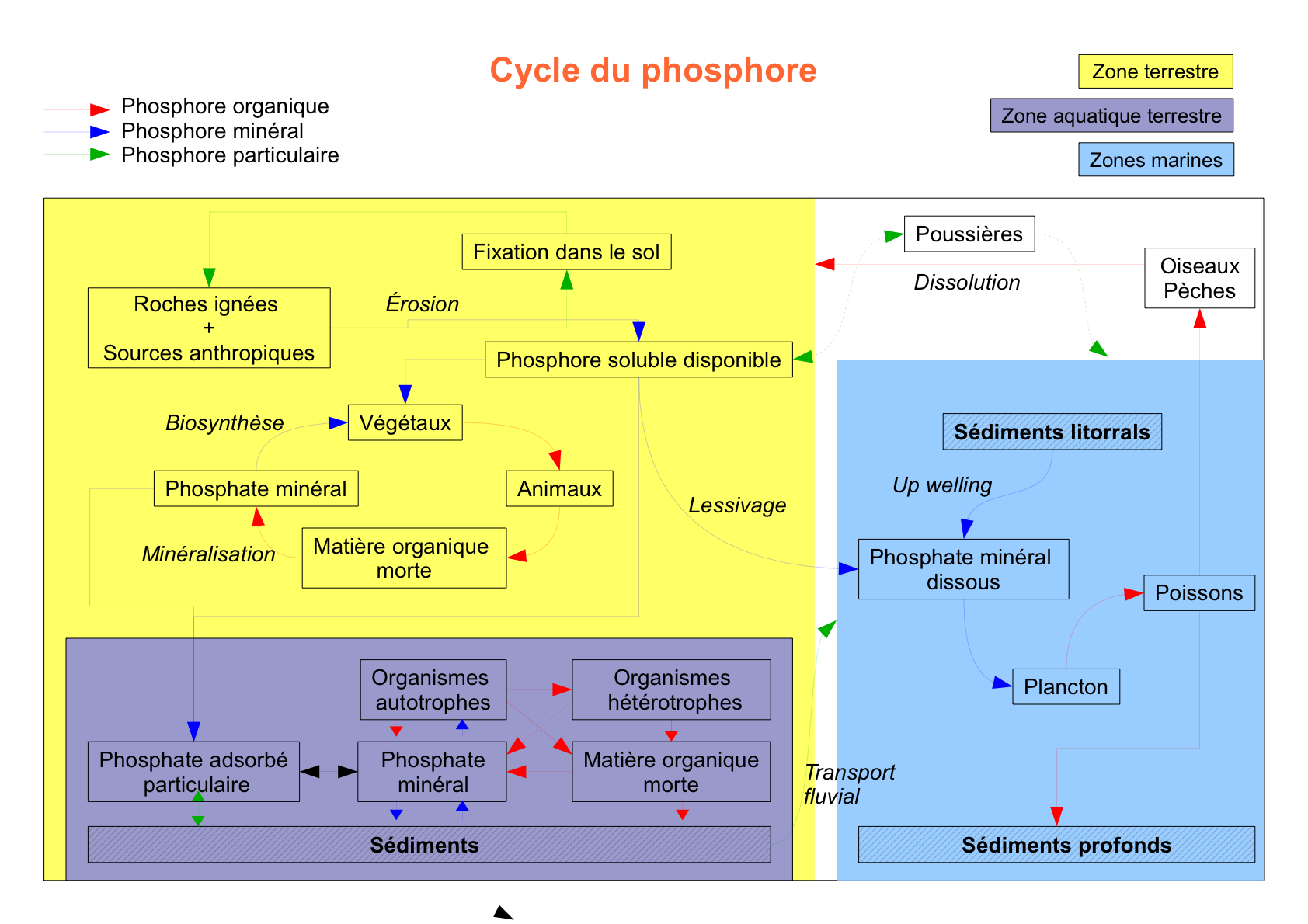
Koloběh fosforu